# Liste der mecklenburgischen Gesandten in Österreich
Liste der mecklenburgischen Gesandte in Österreich. Mecklenburg-Schwerin und Mecklenburg-Strelitz unterhielten von 1818 bis 1873 eine gemeinsame Gesandtschaft in Wien. 

## Gesandte

### Mecklenburg-Schwerin
1808: Aufnahme diplomatischer Beziehungen
- 1807–1829: Franz (Anton) von Ditterich, Edler von und zu Erbmannszahl (–1829)
- 1829–1835: vakant
- 1835–1856: Adolph von Philipsborn (1792–1855)
- 1856–1857: vakant
- 1857–1858: Bernhard Friedrich Ferdinand Carl von Bülow (1820–1864)
- 1858–1873: Carl von Gamm (1822–1877)

1873: Auflösung der Gesandtschaft

### Mecklenburg-Strelitz
1818: Aufnahme diplomatischer Beziehungen
- 1818–1830: siehe Mecklenburg-Schwerin
- 1830–1831: Peter von Piquot (–1831)
- 1831–1873: siehe Mecklenburg-Schwerin

1873: Auflösung der Gesandtschaft